# Shlomo Artzi
Shlomo Artzi (em hebraico:  שלמה ארצי) é um cantor e compositor Israelita de música folk rock. Ele nasceu em 26 de Novembro de 1949 em Moshav Alonei Abba. No curso da sua carreira, ele vendeu nais de 1.5 milhões de álbuns, o que o tornou um dos cantores israelitas de maior sucesso.

## Biografia
Os pais de Artzi foram sobreviventes do Holocausto e suas memórias influenciaram profundamente ele e sua irmã Nava Semel, uma dramaturga. Seu pai, Yitzhak Artzi, fora na juventude um ativista sionista em Bucovina, da Roménia, e, mais tarde, um membro do Knesset. Artzi, aos 8 anos, mudou-se para norte, Tel Aviv, com sua família. Os colegas de Artzi pensaram que ele iria se tornar um ator, não um músico, pois ele era conhecido por suas habilidades atuando na escola primária. No entanto, aos 12 anos, ele começou a tocar guitarra e a cantar em um grupo de rapazes escoteiros. Aos 16, ele começou a escrever e compor músicas.
Durante o serviço militar, ele foi recrutado para o primeiro Corpo de Artilharia e, após atuar durante um ano e meio, ingressou no Lehakat Kheil Hayam (Grupo de Entretenimento do Corpo Naval). Durante o seu serviço no grupo, ele participou dos programas "E no Terceiro Dia" e "Rhapsody in Blue", ao lado de outras futuras celebridades israelitas, tais como Rivka Zohar, Dov Glikman, Avi Urias, Riki Gal e outras.
Em 1970 Artzi teve a oportunidade de tomar parte no Festival da canção Israelita, uma prestigiada competição realizada todos os anos. Ainda no serviço militar e vestindo um uniforme militar, ele cantou Pitom Achshav, Pitom Hayom (Subitamente Agora, de repente Hoje), também conhecido como Ahavtiha (eu amava). A canção, escrita por Tirza Atar e composta por Ya'akov Hollander, ganhou o primeiro prêmio. Foi incluído no seu primeiro álbum, Shlomo Artzi, que saiu em 1970, e chegou em primeiro lugar no ranking da Kol Israel. Artzi foi eleito o melhor cantor do ano.
Em 1977, após uma seqüência de insucessos, ele decidiu fazer uma última gravação, "o modo como um registro deve ser feito". O sucesso deste álbum, "um homem perder o seu caminho" (Gever Holekh Le'ibud), convenceu Artzi a continuar sua carreira. Ao longo da década de 1980, Artzi atingiu o pico com o lançamento dos álbuns "Dança" (Tirkod ) e "noite agitada" (Lo Shaket Layla), que venderam dezenas de milhares de cópias, e com os shows ao vivo que acompanharam estes álbuns, que ocorreram nos maiores parques e teatros em Israel. Suas vendas de álbuns posteriores, excederam a quantidade de cem mil cópias por álbum, e os shows que se seguiram a cada álbum, fizeram dele o artista mais popular em Israel; baseado na renda bruta de álbuns vendidos e shows ao vivo, ele é o mais bem sucedido cantor do país. Artzi já vendeu um total de mais de um milhão e meio de álbuns, uma conquista sem precedentes na indústria fonográfica israelense. Ele é bem conhecido por suas maratonas de shows, algumas das quais chegam a duas ou até três horas.

## Discografia
- Shlomo Artzi, 1970.
- Al Anashim, 1971
- Pit'om hajer iamim rabim,1972
- Omrim ieshná aretz,1973
- Lekol hajaverim mehamasá meiam el iam, 1974
- At va'aní, 1975
- Misjaquei 26, 1975
- Iesj li ishá ialdá ulambretta ve'aní gar veTel Aviv, 1976
- He Lost His Way, 1977.
- Gever holej le'ibud, 1978
- Drachim (Caminhos), 1979.
- Od Lo Shabat (Ainda não é o Shabat), 1980.
- Chatzot (Meia-noite), 1981.
- Tirkod (Dança), 1984.
- Layla Lo Shaket (Noite sem descanso), 1986.
- Hom Yuli August (Calor de julho e agosto), 1988.
- Yareakh (Hebraico: ירח‎, Lua), 1992.
- Shalom Chaver (CD em homenagem a Yitzhak Rabin) (Shlolmo gravou duas das músicas: Haish Ha'hu e Uf Gozal), 1995.
- Shnayim (dois), 1996.
- Ahavtihem (Eu amei eles), 2000.
- Tzima'on (Sedento), 2002.
- Shfuim (são), 2007.
- Katzefet, 2016